# Pimelodus ornatus
El bagrecito común (Pimelodus ornatus) es una especie de peces de la familia Pimelodidae en el orden de los Siluriformes.

## Morfología
Los machos pueden llegar alcanzar los 38,5 cm de longitud total.

## Distribución geográfica
Se encuentran en Sudamérica: cuencas de los ríos  Amazonas, Esequibo, Orinoco,  Paraná y los principales ríos de las Guayanas.